# Паколово
Паколово — деревня в Новосокольническом районе Псковской области России. Входит в состав Маевской волости.

## География
Расположена в 20 км к юго-западу от города Новосокольники и в 20 км к югу от бывшего волостного центра, деревни Руново.

## Население
| 2001 | 2002 | 2010 |
| ---- | ---- | ---- |
| 21   | ↘17  | ↗20  |

Численность населения деревни по оценке на начало 2001 года составляла 21 человек.